# Museu Alvar Aalto

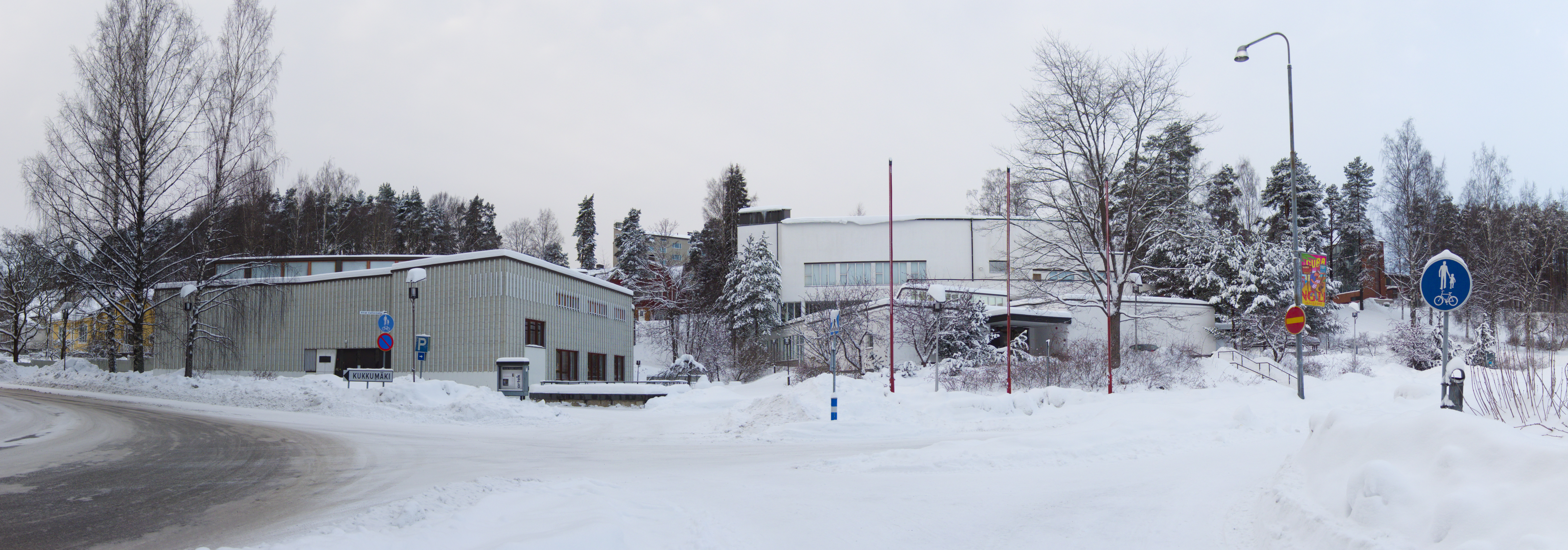
O Museu Alvar Aalto em Jyväskylä e o Museu da Finlândia Central.

O Museu Alvar Aalto (em finlandês: Alvar Aalto museo) é um conjunto de museus finlandeses que exibem obras de Alvar Aalto e operam em Jyväskylä e Helsínquia, em dois edifícios em cada cidade. Todos os quatro locais estão abertos ao público. Eles são:
- O Museu Alvar Aalto em Jyväskylä, que é um museu especializado em arquitetura e design e funciona como o Centro Nacional e Internacional e sede de todos os Aalto.[1]
- A Casa Experimental de Muuratsalo, também em Jyväskylä;[2]
- Villa Aalto em Munkkiniemi, Helsínquia;[3]
- Oficina Aalto, também em Munkkiniemi, Helsínquia.[4]